# Cordon (Haute-Savoie)
Cordon település Franciaországban, Haute-Savoie megyében. Lakosainak száma 984 fő (2022. január 1.). Cordon La Giettaz, La Clusaz és Sallanches községekkel határos.

## Népesség
A település népességének változása:
| Lakosok száma | 993  | 973  | 991  | 973  | 979  | 984  | 984  | 977  | 984  |
|               | 2013 | 2015 | 2016 | 2017 | 2018 | 2019 | 2020 | 2021 | 2022 |